# Pocrnje (Stolac, BiH)
Pocrnje je bivše samostalno naselje s područja današnje općine Berkovići, Republika Srpska, BiH.

## Povijest
Za vrijeme socijalističke BiH ovo je naselje pripojeno naselju Žegulja.